# Список американців, загиблих за Україну під час російсько-української війни (з 2014)
Громадяни США, які полягли за Україну під час російсько-української війни з 2014 року.

## Війна на сході України (з 2014)
| п/п | Ім'я               | Місце смерті | Військове формування                         | Час            | Причина                                                                      |
| --- | ------------------ | ------------ | -------------------------------------------- | -------------- | ---------------------------------------------------------------------------- |
| 1   | Марко Паславський. | Іловайськ    | Батальйон "Донбас"                           | 19 серпня 2014 | Загинув у бою                                                                |
| 2.  | Нелк Джозеф Джей   | Львів        | Національна гвардія України, інструктор      | 10 грудня 2017 | На одній з вулиць Львова раптово помер                                       |
| 3.  | Нерінг Сет         | Уланів       | 831-ша бригада тактичної авіації, інструктор | 16 жовтня 2018 | Загинув внаслідок катастрофи винищувача Су-27УБ, бортовий номер 70 («синій») |

## Російське вторгнення в Україну (з лютого 2022)
| п/п | Ім'я                 | Місце смерті         | Військове формування                                          | Час              | Причина                                                                                   |
| --- | -------------------- | -------------------- | ------------------------------------------------------------- | ---------------- | ----------------------------------------------------------------------------------------- |
| 1.  | Курпасі Грейді       | Херсонська область   | Інтернаціональний легіон територіальної оборони України       | 23 квітня 2022   | Загинув від ракетних уламків, скоріш за все від РСЗВ «Град»                               |
| 2.  | Кансел Вілл-Джозеф   | поблизу м. Миколаїв  |                                                               | 25 квітня 2022   | Загинув у бою.                                                                            |
| 3.  | Забельські Стівен    | Дорожнянка           | Інтернаціональний легіон територіальної оборони України       | 15 травня 2022   | Підірвався на міні                                                                        |
| 4.  | Луцишин Люк Мітчелл  | Донецька область     | 1-ша окрема бригада спеціального призначення ім. Івана Богуна | 18 липня 2022    | Загинув під час танкової атаки                                                            |
| 5.  | Янг Брайан Кейт      | Сіверськ             | 1-ша окрема бригада спеціального призначення ім. Івана Богуна | 18 липня 2022    | Загинув під час танкової атаки                                                            |
| 6.  | Джонс Джошуа Алан    | Донецька область     | Інтернаціональний легіон територіальної оборони України       | 23 серпня 2022   | Загинув у бою                                                                             |
| 7.  | Монро Стівен Кіт     | Харків               | Інтернаціональний легіон територіальної оборони України       | 3 жовтня 2022    | Помер в госпіталі внаслідок отриманих поранень                                            |
| 8.  | Ким Пол              | Миколаївська область | Інтернаціональний легіон територіальної оборони України       | 5 жовтня 2022    | Загинув у бою                                                                             |
| 9.  | Партридж Дейн        | Київ                 | Інтернаціональний легіон територіальної оборони України       | 11 жовтня 2022   | Помер від важких поранень під час лікування у київському військовому клінічному госпіталі |
| 10. | Ґреґґ Скайлер Джеймс | Харківська область   | Інтернаціональний легіон територіальної оборони України       | 5 листопада 2022 | Загинув від артобстрілу                                                                   |
| 11. | Гріффін              | Харківська область   | Інтернаціональний легіон територіальної оборони України       | 7 листопада 2022 | Загинув у бою                                                                             |
| 12. | Трент Дейвіс         | поблизу м. Херсон    | Інтернаціональний легіон територіальної оборони України       | 8 листопада 2022 | Загинув у бою                                                                             |
| 13. | Хайтауер Клейтон     | Харківська область   | Інтернаціональний легіон територіальної оборони України       | 4 грудня 2022    | Загинув у бою                                                                             |
| 14. | Каліф Гордон Чарльз  |                      | Батальйон «Братство»                                          | 6 грудня 2022    | Загинув за незясованих обставин.                                                          |